# Edmund Crouchback
Edmund Crouchback (16 tháng 01 năm 1245 - 05 tháng 06 năm 1296), là Bá tước xứ Lancaster, Leicester và Derby. Ông là con trai thứ 2 còn sống đến tuổi trưởng thành của Vua nước Anh, Henry III, và là người xếp thứ 2 trên hàng kế vị Vương tộc Plantagenet sau người anh cả là Hoàng tử Edward, mẹ ông là Eleanor của Provence, con gái của Ramon Berenguer V xứ Provence. Trong thời thơ ấu của mình, ông đã đưa ra yêu sách đòi lãnh thổ của Vương quốc Sicilia; tuy nhiên, ông đã không bao giờ cai trị ở đó. Năm 1265, ông được cấp tất cả các vùng đất của Simon de Montfort, Bá tước thứ 6 của Leicester, người đứng đầu nhóm Nam tước chống lại sự cai trị của Vua Henry III. Từ năm 1267, ông được phong tước vị Bá tước xứ Leicester. Trong năm đó, ông cũng bắt đầu cai trị Lancashire, nhưng ông không sử dụng tước hiệu Bá tước xứ Lancaster cho đến năm 1276. Từ năm 1276 đến năm 1284, ông cai quản các Bá quốc Champagne và Brie cùng với người vợ thứ hai, Blanche của Artois, từ đó ông được gọi là Bá tước xứ Lancaster và Champagne. Biệt danh "Crouchback" của ông, có thể ám chỉ sự tham gia của ông trong Cuộc Thập tự chinh thứ chín.
Edmund là người đã tạo ra Nhà Lancaster, khi được vua cha là Henry III của Anh phong Bá tước xứ Lancaster vào năm 1267. Hậu duệ của Edmund dần trở nên giàu có và vô cùng quyền lực, đến đời thứ 3 thì được nâng lên thành Công tước xứ Lancaster. Nhánh thứ 2 của gia tộc Lancaster đã cướp ngôi của Vương tộc Plantagenet và cai trị Vương quốc Anh trong 3 thế hệ, gồm có: Henry IV (1399 - 1413), Henry V (1413 - 1422) và Henry VI (1470 - 1471).